# 西津軽舞戸テレビ中継局
西津軽舞戸テレビ中継局（にしつがるまいとテレビちゅうけいきょく）は、青森県西津軽郡鰺ヶ沢町に置かれているテレビ中継局である。なお、廃止された鰺ヶ沢テレビ中継局とNHK東鰺ヶ沢テレビ中継局についても記述する。

## 西津軽舞戸テレビ中継局

### デジタルテレビ放送
| リモコン 番号 | 放送局名         | チャンネル 番号 | 空中線 電力 | ERP  | 偏波面   | 放送対象地域 | 放送区域 内世帯数 | 運用開始日      |
| ------------- | ---------------- | --------------- | ----------- | ---- | -------- | ------------ | ----------------- | --------------- |
| 1             | RAB 青森放送     | 28              | 10mW        | 47mW | 水平偏波 | 青森県       | 約1,300世帯       | 2010年 11月29日 |
| 2             | NHK 青森教育     | 13              | 10mW        | 47mW | 水平偏波 | 全国         | 約1,300世帯       | 2010年 11月29日 |
| 3             | NHK 青森総合     | 16              | 10mW        | 47mW | 水平偏波 | 青森県       | 約1,300世帯       | 2010年 11月29日 |
| 5             | ABA 青森朝日放送 | 32              | 10mW        | 47mW | 水平偏波 | 青森県       | 約1,300世帯       | 2010年 11月29日 |
| 6             | ATV 青森テレビ   | 30              | 10mW        | 47mW | 水平偏波 | 青森県       | 約1,300世帯       | 2010年 11月29日 |

- 所在地： 西津軽郡鰺ヶ沢町舞戸町字桜山[2]
- 放送区域： 鰺ヶ沢町の一部[2]
- 2010年9月28日に予備免許が交付され[3][4]、10月下旬に試験電波を発射。11月25日に本免許が交付され[1]、11月29日に本放送を開始した[1]。
- デジタルテレビ放送については青森本局や鰺ヶ沢中村局によってカバーされるため、当初中継局を設置する予定はなかった[5]が、ロードマップが改正され、デジタル中継局が開設された。

### アナログテレビ放送
| チャンネル 番号 | 放送局名         | 空中線電力 （映像/音声） | ERP （映像/音声） | 偏波面   | 放送対象地域 | 放送区域 内世帯数 | 運用開始日     |
| --------------- | ---------------- | ------------------------ | ----------------- | -------- | ------------ | ----------------- | -------------- |
| 54              | ATV 青森テレビ   | 100mW/25mW               | 500mW/125mW       | 水平偏波 | 青森県       | 982世帯           | 1982年 11月1日 |
| 56              | RAB 青森放送     | 100mW/25mW               | 500mW/125mW       | 水平偏波 | 青森県       | 982世帯           | 1982年 11月1日 |
| 58              | ABA 青森朝日放送 | 100mW/25mW               | 500mW/125mW       | 水平偏波 | 青森県       | 982世帯           | -              |
| 60              | NHK 青森総合     | 100mW/25mW               | 500mW/125mW       | 水平偏波 | 青森県       | 982世帯           | 1982年 11月1日 |
| 62              | NHK 青森教育     | 100mW/25mW               | 500mW/125mW       | 水平偏波 | 全国         | 982世帯           | 1982年 11月1日 |

- 所在地： デジタルテレビ放送に同じ
- 2011年7月24日をもってすべて廃止された。

## 鰺ヶ沢テレビ中継局

### アナログテレビ放送
| チャンネル 番号 | 放送局名     | 空中線電力 （映像/音声） | ERP （映像/音声） | 偏波面 | 放送対象地域 | 放送区域 内世帯数 | 運用開始日     |
| --------------- | ------------ | ------------------------ | ----------------- | ------ | ------------ | ----------------- | -------------- |
| 2               | NHK 青森教育 | 1W/250mW                 | - / -             | -      | 全国         | -                 | 1965年 11月4日 |
| 9               | NHK 青森総合 | 1W/250mW                 | - / -             | -      | 青森県       | -                 | 1965年 11月4日 |
| 11              | RAB 青森放送 | 1W/250mW                 | - / -             | -      | 青森県       | -                 | 1965年 11月7日 |

- 所在地： 西津軽郡鰺ヶ沢町舞戸町字小夜652番地[11]
- 五所川原局の増力に伴い、1982年11月1日に廃止された。

## NHK東鰺ヶ沢テレビ中継局

### アナログテレビ放送
| チャンネル 番号 | 放送局名     | 空中線電力 （映像/音声） | ERP （映像/音声） | 偏波面   | 放送対象地域 | 放送区域 内世帯数 | 運用開始日     |
| --------------- | ------------ | ------------------------ | ----------------- | -------- | ------------ | ----------------- | -------------- |
| 43              | NHK 青森総合 | 1W/250mW                 | - / -             | 水平偏波 | 青森県       | -                 | 1975年 7月18日 |
| 45              | NHK 青森教育 | 1W/250mW                 | - / -             | 水平偏波 | 全国         | -                 | 1975年 7月18日 |

- 所在地： 西津軽郡鰺ヶ沢町舞戸町